# کنسرتو پیانو (خاچاتوریان)

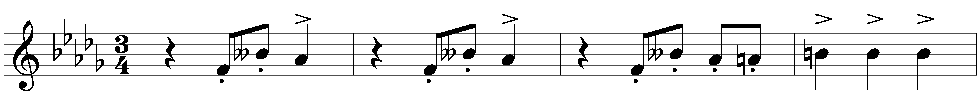

کنسرتو پیانو در ر بمل ماژور اپوس ۳۸ (انگلیسی: Piano Concerto in D-flat major) در سال ۱۹۳۶ میلادی توسط آرام خاچاتوریان خلق شده‌است.